# Ophiomisidium pulchellum
Ophiomisidium pulchellum är en ormstjärneart som först beskrevs av Wyville Thomson 1878.  Ophiomisidium pulchellum ingår i släktet Ophiomisidium och familjen fransormstjärnor. Inga underarter finns listade i Catalogue of Life.